# Vila Nova da Baronia
Vila Nova da Baronia es una freguesia portuguesa situada en el municipio de Alvito. Según el censo de 2021, tiene una población de 1084 habitantes.

## Historia
La referencia más antigua a la localidad data del siglo XIII. Fue fundada en tierras donadas en 1257 por el concejo de Évora al canciller mayor de Alfonso III,  Estevão Anes, quien las integró a su couto de Alvito.
En 1279 fue dejada en testamento por el canciller a la Orden de la Santísima Trinidad de Santarém, que le concedió en 1280 su primera carta foral.
En 1516 el rey Manuel I le concedió una nueva carta foral. En ese momento la localidad pasó a llamarse Vila Nova da Baronia. Según un documento de 1789, en ese momento el poblado tenía 189 habitantes, dos jueces y una cámara.
La localidad fue sede de un concejo propio hasta 1836, en que fue fusionado con el de Alvito.

## Toponimia
Tomó su nombre actual cuando su territorio pasó a pertenecer a los dominios de los barones de Alvito. Hasta entonces era llamada Vila Nova de Alvito, Vila Nova a par de Viana u otras variantes similares.

## Patrimonio
En el patrimonio histórico-artístico de la freguesia destacan el pelourinho manuelino; la iglesia parroquial de la Asunción (siglos XVI-XVII), de estilo manierista; la iglesia de la Misericordia (siglo XVI), cuyo techo está decorado con doce medallones al fresco, y la iglesia de N.ª Sra. de la Concepción, cuyo interior está completamente revestido de azulejos del siglo XVII.